# August Labitzky
August Labitzky (22. října 1832 Bečov nad Teplou – 29. srpna 1903 Bad Reichenhall) byl český houslista, dirigent a hudební skladatel.

## Život

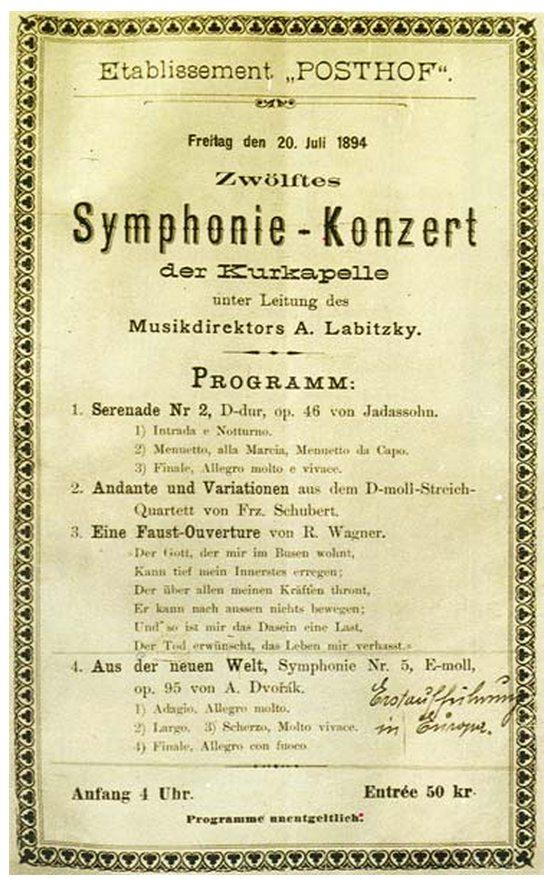
Plakát na koncert, na kterém byla v kontinentální premiéře uvedena Novosvětská symfonie Antonína Dvořáka za řízení Augusta Labitzkého.

Byl synem proslulého houslisty a dirigenta Josefa Labického, zakladatele Karlovarského lázeňského orchestru. Ve třinácti letech jej otec vyslal na studia na Pražskou konzervatoř, kde již dva roky studoval jeho starší bratr Vilém. V roce 1849 se oba stali členy otcova orchestru v Karlových Varech. Se svým otcem se účastnili koncertních turné do zahraničí.
V roce 1868 převzal od otce řízení karlovarského orchestru. Bratr se cítil být přeskočen, orchestr opustil a odcestoval do Spojených států. Zatímco pod vedením otce byl orchestr zaměřen převážně na promenádní koncerty a lehčí repertoár, August rozšířil repertoár orchestru o díla světových skladatelů vážné hudby. Vedle toho se svým orchestrem převzal i roli orchestru karlovarského divadla. Od roku 1875 pak pořádal pravidelné páteční symfonické koncerty s náročnou dramaturgií. Začal německými klasiky (Ludwig van Beethoven, Felix Mendelssohn-Bartholdy, Richard Wagner) a záhy uváděl i skladby českých skladatelů, zejména Bedřicha Smetany a Antonína Dvořáka. O úrovni orchestru svědčí i článek obávaného vídeňského hudebního kritika Eduarda Hanslicka v časopise Neue Freie Presse, v němž mimo jiné uvádí: „Karlovarskému lázeňskému orchestru děkuji za poznání mnohých, ve Vídni ještě neprovedených skladeb. Při svých odpoledních koncertech v Poštovním Dvoře uvádí koncerty vysoké umělecké úrovně. Největším kladem je neobyčejně bohatý a stále se střídající repertoár, včetně nejnovějších vynikajících děl současných žijící autorů. Pro nejbližší koncerty je hlášena Brahmsova II. symfonie a Dvořákova Symfonie D-dur, ve Vídni dosud nehraná, ale v Londýně již provedená s mimořádným úspěchem pod taktovkou Hanse Richtera ...“.
Antonín Dvořák přijel do Karlových Varů v roce 1879 a byl nadšen provedením své Smyčcové serenády E-dur, takže později dal souhlas k tomu, aby se karlovarský orchestr ujal evropské premiéry Symfonie č. 9, e-moll, op. 95, „Z nového světa“. Ta se konala s velkým úspěchem 20. července 1894.
Za své zásluhy o českou hudbu obdržel Labitzky na koncertě v roce 1881 (kde byla mimo jiné uvedena jeho Třetí směs českých národních písní) vavřínový věnec s červenobílými stuhami „na důkaz úcty Čechů k věhlasnému skladateli, jenž před půl stoletím první počal klestiti cestu české písni v hudbě světové“.
Zemřel roku 1903 v Bad Reichenhallu a byl pohřben v rodinné hrobce na Ústředním hřbitově v Karlových Varech.
O odkaz obou skladatelů, otce i syna, se dnes stará Společnost přátel J. Labitzkého, a od roku 2002 jsou v Karlových Varech pořádány tzv. Labitzkého víkendy, na kterých jsou mimo jiné uváděny novodobé premiéry jejich skladeb.

## Dílo (výběr)
- Paulinen Polka op. 3 (1852)
- Vzpomínka na vlast op. 4 (valčík, 1852)
- Umělec na cestách op. 5 (čtverylka, 1852)
- Salisburské valčíky op. 6 (1852)
- La belle Russe op. 20 (polka-mazurka)
- Hubička op. 27, francouzská polka
- Sen pastýřky op.45
- V chrámu sv. Zena (Ave Maria) op. 49
- První láska (gavota, 1881)
- Melodie pro housle
- Hluboký žal pro housle a orchestr
- Velkokníže Vladimír, pochod
- Ouverture Characteristique
- Tři orchestrální směsi českých národních písní